# Il terzo anello
Il terzo anello è stato un programma radiofonico contenitore, in onda sulle frequenze di Rai Radio 3. 
Il contenitore comprendeva in primo luogo vari programmi musicali in vari momenti della giornata, dedicati ai generi classica, contemporanea, jazz, world, e canzone d'autore. Vi erano inoltre interviste, aggiornamenti sulle novità discografiche, approfondimenti storici e la cronaca di eventi e festival.
In secondo luogo Il terzo anello comprendeva diversi programmi di ambito letterario e di attualità.
Nel febbraio 2009 il contenitore inseriva al suo interno i seguenti programmi
- Ad alta voce (Dal lunedì al venerdì, 9,00 - 9.30 e 14.00 - 14.30)
- Faccia a faccia (Dal lunedì al venerdì in diretta dalle 10.15 alle 10.45. A cura di Cristiana Castellotti e Gianfranco Rossi)
- La città degli uomini (Il sabato dalle 19 alle 19.45. Di Sergio Valzania.)
- Damasco (Dal lunedì al venerdì dalle 18:00 alle 18:45. A cura di Cettina Flaccavento)
- Radio3 Mondo (Dal lunedì al venerdì dalle 7.00 alle 7.15 e dalle 11.30 alle 12.00. A cura di Cristiana Castellotti.)
- Radio3 Scienza (In diretta dal lunedì al venerdì dalle 11.30 alle 12.00. Di Rossella Panarese.)
- Zena (Per Fantasmi. Dal lunedì al venerdì dalle 23.30 alle 24. Di Marcello Anselmo.)
- Tabloid (Dal lunedì al venerdì dalle 9.30 alle 10.15. Con Edoardo Camurri)

Altri programmi ospitati nel contenitore furono Homo Economicus, I mostri sacri, Soldati, La malanotte
Dopo la chiusura del programma, alcuni contenuti furono inseriti nel contenitore Fahrenheit.